# Jelena Šantić
Jelena Šantić (serbisch-kyrillisch Јелена Шантић; * 18. Juli 1944 in Belgrad, Jugoslawien als Jelena Jovanović; † 18. März 2000 in Belgrad, Serbien) war eine serbische Primaballerina und Friedensaktivistin.

## Leben
Jelena Šantić begann ihre Tanz- und Schauspielkarriere 1963 in Belgrad, wo sie nach der Ausbildung eine Anstellung am Nationaltheater erhielt. Ihr Ballettkönnen umfasste klassisches und auch modernes Ballett. Dabei arbeitete sie mit Olga Lepeschinskaja, O. Jordan, Peter Darrell, A. Kuminisnikoff, A. Seh, B. Shaw und M. Atanasiou zusammen.
Sie tanzte auch bald auf den Bühnen in Paris, Kopenhagen, Lausanne, Moskau, Madrid, Berlin, Dresden, Budapest, Teheran und Quebec.
Jelena war Gründerin der Gruppe 484 und eine der wichtigsten Friedensaktivisten Serbiens. Ab 1991 initiierte sie viele Friedensdemonstrationen. Sie stellte die Kommunikation zwischen verschiedenen unabhängigen Friedensorganisationen in Serbien her und leitete Hilfsprojekte für Flüchtlinge. Sie beteiligte sich an der Gründung einer Pro-Europa-Bewegung in Serbien und eines Zentrums für Antikriegsaktionen.
Für ihr friedensstiftendes Engagement ließ ihr 1996 die Katholische Friedensbewegung Pax Christi International die Friedensauszeichnung zuteilwerden.
Als Balletttänzerin hatte sie auch einen hohen Rang: Sie spielte die wichtigsten Rollen in zahlreichen Vorstellungen. Zudem verwirklichte sie sich als Choreografin für viele Theatervorstellungen und Filme.
Sie war überdies Mitglied in der UNESCO (CID), bei den Dance History Scholars und ELIA.
Die Familie übergab im Jahr 2003 dem Historischen Archiv von Belgrad Dokumente über das Leben und Werk von Jelena Šantić: Siebzehn Boxen mit persönlichen Dokumenten, Notizbüchern, Manuskripten und Drucksachen, Fotos, Plakate, Presseausschnitte, Dokumente über Antikriegsaktivitäten, Briefe, Telegramme, Video- und Audiobänder aus dem Zeitraum 1951–2003.

## Familie
Jelena Šantić' Schwester ist Irina Subotić, Hochschullehrerin für Kunstgeschichte an der Universität Belgrad. Ihre Nichte ist Jelena Subotić, Irinas Tochter.
1969 ging sie eine Ehe mit dem Schauspieler Gojko Šantić ein, aus der 1978 die Tochter Irina Ljubic hervorging.

## Veröffentlichungen
Jelena Šantić veröffentlichte in serbischen und internationalen Fachzeitschriften zahlreiche Artikel mit ihren Überlegungen und Wegen zu einer Welt ohne Kriege. Sie trat auch mit Kritiken über neue Ballettaufführungen an die Öffentlichkeit.
Außerdem verfasste sie die Monografie Dusan Trninić über einen der größten serbischen Balletttänzer und das Buch Magi Magazanović, in dem das Wirken der Tänzerin dargestellt wird, die vor allem das moderne Ballett bevorzugte.

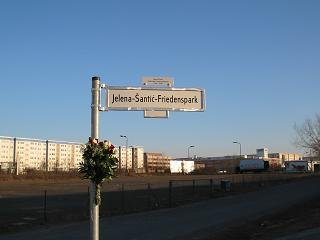
Der Jelena-Šantić-Friedenspark in Berlin-Hellersdorf

## Ehrungen
Berliner Friedensaktivisten haben im Zeichen der Würdigung Jelenas Arbeit die humanitäre Organisation Gruppe 485 gegründet. Auf deren Initiative hin erhielt der Rohrbruchpark in Berlin-Hellersdorf wenige Tage nach ihrem dritten Todestag 2003 den neuen Namen Jelena-Šantić-Friedenspark.
Außerdem wurde am 23. September 2005 der ehemalige Neimar-Park in Belgrad und später ein Park in Vračar, wo Jelena gelebt hatte, jeweils in Jelena-Šantić-Park umbenannt. Die Gesellschaft zur Verschönerung von Vračar veranlasste auch die Aufstellung einer am 18. Oktober 2016 enthüllten Gedenktafel für Jelena Šantić.

## Zitate
- „Die humanitäre Aktivität ist eine andere Seite meiner Persönlichkeit. In meinem Leben waren seit jeher Intuition und Rationalität, Stabilität und Labilität, Schweigsamkeit und Feurigkeit vermengt. Dann wurde in mir in einem Augenblick der Wunsch wach, Menschen im Krieg zu helfen. Diese meine humanistische Linie ist in gewisser Weise an die Kunst gebunden. Denn sowohl das eine als auch das andere vereinigt die Welten.“
- „Es gibt zwar kein Morden mehr, aber es gibt keinen Frieden im eigentlichen Sinne. Frieden bedeutet eine normale menschliche, ökonomische und politische Kommunikation.Diese Kommunikation gibt es nicht, weil die Leute überall getrennt sind. Ich glaube, dass man den Frieden noch lange suchen muss. Frieden bedeutet auch, dass sich die Völker versöhnen müssen. Ich arbeite daran!“
- „Meine Lebensphilosophie ist keine Gewalt. Krieg ist die schlimmste mögliche Variante zur Lösung irgendwelcher Probleme. Mit dem Krieg kann man absolut gar nichts lösen. Das Unglück, das der Krieg nach Ex-Jugoslawien gebracht hat, ist so groß, dass alles, was wir machen, klein wirkt.“